# Cristina Caprioli
Cristina Caprioli, född den 22 oktober 1953 i Italien, är en Stockholmsbaserad dansare och koreograf. Sedan 2008 även professor i koreografisk komposition vid Dans och Cirkushögskolan i Stockholm.

## Biografi
Caprioli har utbildat sig i dans i Sverige och USA. Under mitten av 1990-talet började hon koreografera för att 1998 grunda den oberoende organisationen CCAP, inom vilken hon sedan dess har producerat mer än 30 verk. För CCAP producerar Caprioli scenföreställningar, installationer, filmer, objekt, publikationer och annorledes koreografi, samt driver långsiktiga interdisciplinära forskningsprojekt. Capriolis koreografi kännetecknas av precision, komplexitet och fysisk högteknologi.
Caprioli har initierat och producerat festivaler som Talking Dancing (1997) och Rörelsen är en kvinna (2002) samt forskningsprojekten t.lab (2004) och After cover - post-production objects & text, ett studieprojekt i koreografi som utgår från begreppen tröghet och bundenhet (2009-2010). Hon har även kuraterat och producerat symposiet Weaving politics (2012).
Inom ramarna för CCAP har Caprioli producerat flera publikationer.
2006 belönades Caprioli med Cullbergpriset som instiftats av Stockholms stad, och 2013 tilldelades hon Per Ganneviks stipendium.
Caprioli uppbär statlig inkomstgaranti för konstnärer.

## Utmärkelser
- 2021 - Medaljen Illis Quorum[3]